# フォーリング 50年間の想い出
『フォーリング 50年間の想い出』（フォーリング ごじゅうねんかんのおもいで、Falling）は2020年のイギリス・カナダ・デンマークのドラマ映画。監督・主演はヴィゴ・モーテンセンが務めた。本作はモーテンセンの映画監督デビュー作で、自ら半自伝的な脚本を執筆し、共同製作や音楽も兼任し、頑固で厄介者の父親と息子の半世紀にわたる愛憎劇を描いている。

## ストーリー
旅客機パイロットのジョンは、同性パートナーのエリックや養女のモニカと穏やかな家庭を築いていた。現在のジョンの心配事は、年老いた父ウィリスの認知症である。故郷の農場で一人暮らしのウィリスを、近場の老人ホームに入れる為に、ロサンゼルスの自宅に連れ帰るジョン。
父ウィリスは生来のモラハラ加害者で、他人の気持ちを顧みない男だった。ジョンの母グウェンは、幼いジョンと妹サラを連れて離婚し、すでに亡くなっている。更に認知症が加わった今、ウィリスは所構わずNGワードを吐き散らし、周囲を困惑させた。そんなウィリスでも父として交流して来た過去の記憶を辿りつつ、辛抱強く対峙し続けるジョン。
ジョン一家と食事に出れば、一人で行方不明になるウィリス。時間の概念が曖昧になっているウィリスの中でも、現在と過去の記憶が交錯する。ジョンが生まれた頃の穏やかな日々など、親子の間には確かに幸福な思い出もあったのだ。
老人ホームヘの入居計画を忘れ、家に戻ると言い張るウィリス。これまでの教訓から争いを避け、ウィリスに付き添って農場に帰るジョン。そんなジョンを罵倒するウィリス。耐え切れず激しく言い返すジョン。だが、感情を曝け出したことで、かえって親子は穏やかな心を取り戻した。父への干渉を止め、パイロットとしての日常生活に戻るジョン。自宅で思うままに生活したウィリスは、ある日、作業中に満足して亡くなるのだった。

## キャスト
- ジョン・ピーターソン: ヴィゴ・モーテンセン - パイロット。
  - 15歳時: ウィリアム・ヒーリー
  - 10歳時: エチエンヌ・ケリッチ
  - 5歳時: グレイディ・マッケンジー
- ウィリス・ピーターソン: ランス・ヘンリクセン - ジョンの認知症の父。
  - 若い頃: スヴェリル・グドナソン
- サラ・ピーターソン：ローラ・リニー - ジョンの妹。ウィリスの娘。
  - 10歳時: エヴァ・コシェル
  - 5歳時: カリーナ・バトリック
- グウェン・ピーターソン: ハンナ・グロス（英語版） - ジョンとサラの母。ウィリスの妻。
- エリック: テリー・チェン（英語版） - ジョンの夫。
- ウィル: ピアース・ベイヴート - サラの息子。
- ポーラ: エラ・ジョナス・ファーリンガー - サラの娘。
- ジル: ブラッケン・バーンズ - ウィリスの再婚相手。
- モニカ: ギャビー・ヴェイルス - ジョンとエリックの養女。
- 医者: デヴィッド・クローネンバーグ - ウィリスの直腸検査をした医師。
- 医者: ポール・グロス（英語版） - ウィリスの手術をした医師。

## 製作
2018年10月15日、ヴィゴ・モーテンセンの映画監督デビュー作にランス・ヘンリクセンとスヴェリル・グドナソンが出演することになったと報じられた。2019年2月、本作の主要撮影がカナダのトロントで始まった。3月21日、ローラ・リニー、ハンナ・グロス、テリー・チェンの起用が発表された。2021年1月29日、本作のサウンドトラックが発売された。

## 公開・マーケティング
2019年5月15日、本作の劇中写真が初めて公開された。2020年1月31日、本作はサンダンス映画祭でプレミア上映された。8月28日、本作のオフィシャル・トレイラーが公開された。9月11日、第45回トロント国際映画祭で本作の上映が行われた。12月8日、クイーヴァー・ディストリビューションが本作の全米配給権を購入したとの報道があった。

## 評価
本作は批評家から好意的に評価されている。映画批評集積サイトのRotten Tomatoesには84件のレビューがあり、批評家支持率は70%、平均点は10点満点で6.2点となっている。サイト側による批評家の見解の要約は「ストーリーはジョンとウィリスの関係と同じくらい複雑かつ混線している。『フォーリング 50年間の想い出』は似たような展開が繰り返され、観客はうんざりさせられるかもしれない。しかし、入魂の一作であることは間違いない。」となっている。また、Metacriticには20件のレビューがあり、加重平均値は67/100となっている。